# Людина-павук (фільм, 2002)
«Люди́на-паву́к» (англ. Spider-Man) — американський супергеройський фільм про Людину-павука, знятий у 2002 році компаніями Columbia Pictures та Sony Pictures Entertainment за мотивами коміксів Marvel. Режисером фільму став Сем Реймі, продюсерами — Лаура Зіскін та Ієн Брайс, композитором — Денні Ельфман, оператором — Дон Барджесс, монтажерами — Артур Кобурн і Боб Муравскі. Сценарій написали Девід Кепп та Елвін Сарджент. Прем'єра відбулася 3 травня 2002 року. Бюджет становив 139 млн доларів, а у прокаті стрічка зібрала 821 млн доларів. Головні ролі у фільмі отримали Тобі Маґвайр, Кірстен Данст, Вілем Дефо, Джеймс Франко, Кліфф Робертсон та Розмарі Гарріс. Фільм отримав позитивні оцінки критиків.

## Сюжет
Пітер Паркер, якого не поважали однолітки і полюбляли знущатись над ним, його найкращий друг Гаррі Осборн, син директора компанії «Оскорп», та таємне кохання Пітера і його сусідка Мері-Джейн Уотсон відвідували з групою учнів лабораторію генетиків. Там Пітера вкусив генетично модифікований павук, що втік, і його рука розпухла. Тим часом батько Гаррі, Норман Осборн намагався підписати контракт з військовими щодо газу, який підвищував швидкість, силу та витривалість. Проте він викликав агресію та галюцинації, тому перевагу було надано технологіям конкурентів «Оскорпа». Щоб довести переваги газу, Норман вирішує випробувати його на собі, та експеримент видається невдалим і він вбиває свого асистента. Вранці ж Пітер виявляє, що у нього покращився зір (до того він був короткозорим) та сильні м'язи. У школі він знаходить ще декілька нових можливостей: продукування павутиння та надшвидкі реакції, які допомагають йому перемогти у бійці з Флешем Томпсоном.
Після втечі зі школи він починає повзати по стінах та перестрибувати з даху на дах. Увечері він бачить, як Мері-Джейн вразила нова машина Флеша Томпсона і вирішує придбати й собі автівку, щоб теж її вразити, але в нього не вистачає коштів. Тоді він знаходить у газеті оголошення про старі машини всього за 3 000 доларів. Щоб їх дістати він вирушає на костюмований турнір з реслінгу. Перед турніром дядько Бен каже йому, що велика сила вимагає великої відповідальності. Потім Паркер свариться з ним і йде на реслінг, де його називають не Павукоподібним, як він просив, а людиною-павуком, де перемагає найсильнішого бійця рингу, Пилку. Проте гроші він так і не отримує, крім сотні доларів, що йому аргументують тим, що він переміг раніше, ніж пройшли обіцяні три хвилини. На слова, що йому потрібні ці гроші Пітеру відповідають: «А мене це не обходить!» Гроші ж забирає злочинець, якому Пітер поступається ліфтом. На питання, чому він його не зупинив, Пітер каже те, що сказали йому щойно — «А мене це не обходить!» Проте на вулиці з'ясовується, що цей грабіжник застрелив дядька Бена і втік на його машині. Паркер починає переслідувати автомобіль, виконуючи над дорогою запаморочливі акробатичні трюки. Коли він його наздоганяє, то з'ясовує, що це той самий грабіжник, якому він відкрив шлях до втечі. Бандит падає з вікна і гине.
Тоді Пітер вирішує боротися зі злочинністю і стати справжнім супергероєм. Для цього він створює собі костюм і починає діяти. Він закінчує школу з відзнакою, а Мері-Джейн відмовляє Флешу. За фото Людини-павука оголошується винагорода і Пітер вирішує його зробити. Винагороду він отримує, але робота в газеті його поки що не офіційна. Тим часом рада директорів «Оскорпу» вирішує продати компанію без згоди Нормана Осборна, тоді той викрадає планер та куленепробивний костюм гобліна і знищує спочатку полігон з розробками конкурентів і самими конкурентами та військовими, а потім прямує на Світовий Ярмарок Єднання, де вбиває всіх директорів. Також там ледь не гине Мері-Джейн, яку запросив туди її хлопець Гаррі (Пітер не знав про їх стосунки, доки не зустрів її на вулиці), та Людина-павук її рятує і перемагає свого ворога. Після цього випадку головний редактор газети «Дейлі Б'югл» Джон Джеймсон називає його Зеленим Гобліном. У цей час Людина-павук знову рятує Мері-Джейн, цього разу від чотирьох злочинців. Потім він потрапляє в полон до Зеленого Гобліна і той пропонує йому співпрацю, але він відмовляється, що робить його найбільш ненависним для того. Коли Пітер рятує дитину з палаючого будинку, Зелений Гоблін ранить його. Пітер повертається додому і ховається на стелі, та з його руки на підлогу падає краплина крові, яку помічає Норман Осборн, що прийшов до Паркерів на День Подяки. За столом тітка Мей помічає, що Пітер поранений і звертає на це увагу всіх. Тоді Норман йде зі свята і негативно висловлюється щодо Мері-Джейн. Через це вона теж йде.
Увечері Зелений Гоблін чинить напад на тітку Мей і її забирають до лікарні. Там Мері-Джейн питає про Людину-павука і Пітер каже, що на питання про неї він відповів так: «Людино-павук, здорово, коли ти дивишся Мері-Джейн прямо у вічі, а вона дивиться у вічі тобі, відчуваєш себе не зовсім у нормі, тому що відчуваєш себе сильнішим і слабшим водночас. Ти хвилюєшся, і в той же час жахаєшся. Правда в тому, що ти не знаєш, що саме відчуваєш, крім того, якою гарною людиною ти хочеш бути. Це як, коли ти досягнеш недосяжного, не будучи готовим до цього.» В цей час до палати заходить Гаррі і бачить руки Піта і Мері разом. Тоді він йде і розповідає про кохання Пітера до Мері-Джейн батьку, який тепер знає слабкість Пітера («майстерний воїн не ранить ні тіло, ні розум, а серце»).
Коли Пітер прокидається увечері, то тітка Мей каже йому, що забагато робить, адже він не супергерой і додає, щоб він освідчився Мері-Джейн. він дзвонить до неї і чує голос Зеленого Гобліна. Той бере в заручники Мері-Джейн та підвісний трамвай з дітьми на мості Квінсборо. Коли прибуває Людина-павук, Зелений Гоблін пропонує йому врятувати або Мері-Джейн, або дітей. Гоблін відпускає їх. Проте Людині-павуку вдається схопити і Мері-Джейн, і канат трамваю. Зелений Гоблін починає атакувати його, та на захист стають люди з мосту, а під трамвай підпливає буксир. Всі врятовані. Далі починається бійка між запеклими ворогами у покинутій будівлі. Зелений Гоблін виявляється сильнішим і розповідає, як він пізніше вб'є Мері-Джейн, і Пітеру вдається перемогти його. Той знімає шолом і виказує себе. Потім він намагається вбити Людину-павука планером на радіокеруванні, але той увертається і планер вбиває хазяїна, він просить не казати Гаррі правди.
У будинку, куди Людина-павук приніс Нормана, його помічає Гаррі і вирішує, що це він убив його батька. На похоронах Пітер вирішує не зізнаватись Мері-Джейн через постійну загрозу від своїх численних ворогів, і лише обіцяє постійно її оберігати. На могилі свого дядька він повторює слова про відповідальність, а Гаррі обіцяє помститися Людині-павуку.

## Акторський склад
| Актор            | Роль                               |
| ---------------- | ---------------------------------- |
| Тобі Маґвайр     | Пітер Паркер / Людина-павук        |
| Вілем Дефо       | Норман Озборн / Зелений Гоблін     |
| Кірстен Данст    | Мері Джейн Вотсон                  |
| Джеймс Франко    | Гаррі Озборн                       |
| Кліфф Робертсон  | Бен Паркер                         |
| Розмарі Гарріс   | Мей Паркер                         |
| Джонатан Сіммонс | Джей Джона Джеймсон                |
| Джо Манганьєлло  | Флеш Томпсон                       |
| Майкл Пападжон   | злочинець                          |
| Білл Нанн        | Роббі Робертсон                    |
| Елізабет Бенкс   | Бетті Брант                        |
| Тед Реймі        | Гоффман                            |
| Ренді Севідж     | "Пила" Макгроу                     |
| Брюс Кемпбелл    | ведучий на ринзі                   |
| Октавія Спенсер  | реєстратор учасників боїв на ринзі |
| Скотт Шпігель    | поліцейський                       |
| Сем Реймі        | глядач на ринзі                    |
| Стен Лі          | камео                              |

## Вирізані сцени
Наполовину була скорочена остання сцена фільму, в якій група злочинців грабує банк. Злочинці тікають на гелікоптері, але Людина-павук ловить його павутинням і чіпляє на велетенську сітку, натягнуту між баштами-близнюками. Сцена була вирізана у зв'язку з терактом 11 вересня. Була замінена і афіша стрічки із зображенням хмарочосів. Також скорочена сцена з порятунком перехожих від уламків атакованої Зеленим Гобліном будівлі: двоє дітей помітили, як Пітер випускає павутиння, але він попросив їх нікому про це не говорити.

## Нагороди
Стрічка «Людина-павук» отримала премії Вибір Підлітків від Saturn Awards та «Найкращий Поцілунок» від MTV MUSIC AWARDS; була представлена до премій «Найкращі Візуальні Еффекти», «Найкращий Звук» та «Найулюбленіша Стрічка» від People's Choice Award. Фільм було номіновано на нагороду MTV Movie Awards (номінація — Найкращий фільм).

## Ігри
За мотивами фільму були створені комп'ютерні та відеоігри, а також серія наборів LEGO:
- 1374 — Зелений Гоблін (2 фігурки: Зелений Гоблін, Мері-Джейн; 55 деталей)

- 1375 — Сцена реслінгу (3 фігурки: Людина-павук, боєць, оператор; коробка не була випущена)
- 1376 — Студія-екшн «Людина-павук» (5 фігурок: Людина-павук, грабіжник, полісмен, пілот, режисер; 244 деталі)
- 4850 — Перша погоня Людини-павука (3 фігурки: Людина-павук, грабіжник, полісмен; 188 деталей)
- 4851 — Походження Людини-павука та Зеленого Гобліна (5 фігурок: Людина-павук, Пітер Паркер, Мері-Джейн, Зелений Гоблін, вчений; 212 деталей)
- 4852 — Фінальна сутичка — Людина-павук проти Зеленого Гобліна (4 фігурки: Людина-павук, Мері-Джейн, Зелений Гоблін, Таксист; 355 деталей)
- 10075 — Людина-павук (5 фігурок: Людина-павук, Мері-Джейн, Зелений Гоблін, полісмен, режисер)